# ハイファイ メッセージ
『ハイファイ メッセージ』（Hi-Fi Message）は、日本の音楽グループEvery Little Thingの30枚目のシングル。2006年6月14日に発売された。

## 概要
7thアルバム『Crispy Park』からの先行シングル。カップリング曲の「Baby Love」はELT初の洋楽のカバー曲である。

## 収録曲
1. ハイファイ メッセージ
（作詞：持田香織 / 作曲：HIKARI / 編曲：HIKARI & Every Little Thing）
TBS系TV『王様のブランチ』2006年6月・7月エンディングテーマ
『Crispy Park』のツアーで歌われてからは、10周年記念スペシャルライブや8thアルバム『Door』のツアーでも披露され、ライブの定番曲になりつつある。
2. Baby Love
（作詞・作曲：Lamont Dozier, Brian Holland, Eddie Holland / 編曲：Yasunari "Nam-Nam" Nakamura & Every Little Thing）
アメリカのボーカルグループ、The Supremesのシングルとして1964年にリリースされた同名曲のカバー。
3. ハイファイ メッセージ (Instrumental)

## 楽曲の収録アルバム
ハイファイ メッセージ
- 『Crispy Park』
- 『Every Best Single 〜COMPLETE〜』
- 『Every Cheering Songs』
- 『Every Best Single 2 〜MORE COMPLETE〜』
- 『Every Best Single 2 〜middLe period〜』